# صامويل أومتيتي
صامويل إيف أومتيتي (بالفرنسية: Samuel Yves Umtiti؛ مواليد 14 نوفمبر 1993) لاعب كرة قدم فرنسي يلعب مع نادي ليل.
بدأ أومتيتي مسيرته الاحترافية مع ليون في عام 2012، حيث فاز بكأس فرنسا وكأس الأبطال الفرنسي في سنته الأولى. لعب مع ليون 170 مباراة وسجل ثلاثة أهداف قبل انتقاله إلى برشلونة مقابل 25 مليون يورو في عام 2016. حيث فاز مع النادي الكتالوني بكأس السوبر الإسباني مرتين وكأس ملك إسبانيا مرتين والدوري الإسباني مرة واحدة.
بعد مشاركته في 47 مباراة دولية وتسجيل ثلاثة أهداف على مستوى الشباب، بما في ذلك الفوز بكأس العالم تحت 20 سنة في عام 2013، شارك أومتيتي لأول مرة له مع المنتخب الفرنسي الأول في بطولة أمم أوروبا 2016، حيث حل كوصيف للبطولة خلف البرتغال. بعد ذلك بعامين، كان جزءاً من الفريق الفرنسي الذي فاز بكأس العالم 2018 في روسيا.

## مسيرته الكروية

### سنواته المبكرة
ولد أومتيتي في ياوندي، الكاميرون. انتقل مع عائلته في سن عامين إلى فيلوربان، فرنسا. بعد بضعة أشهر، استقرت عائلته في منطقة مينافال في الدائرة الخامسة في ليون. بعد ذلك، انضم أومتيتي لنادي كرة القدم المحلي مينيفال في سن الخامسة. وفي سن التاسعة، التحق بأكاديمية الشباب لنادي ليون.

### ليون
تم ضم أومتيتي إلى فريق ليون لأول مرة في 16 أغسطس 2011، وبقي بديل غير مستخدم في مباراة هزيمة روبين كازان 3–1 في مباراة الذهاب من الدور الفاصل لدوري أبطال أوروبا. شارك في أول مباراة له مع الفريق في 8 يناير 2012، حيث لعب المباراة الفوز 3–1 على غريمه المحلي ليون لا دوشير في كأس فرنسا كاملة. بعد ستة أيام، شارك لأول مرة في دوري الدرجة الأولى الفرنسي في مباراة هزيمة مونبلييه 1–0، حيث لعب المباراة بأكملها. لعب أوميتي 18 مباراة في جميع المسابقات في أول موسم له.

### برشلونة
في 30 يونيو 2016، وقع أومتيتي لبرشلونة في الدوري الإسباني بصفقة بلغت 25 مليون يورو. في 17 أغسطس، شارك أومتيتي لأول مرة مع برشلونة في مباراة الإياب من كأس السوبر الإسباني 2016 والتي فاز بها فريقه 3–0 على إشبيلية ليحقق أول ألقابه مع النادي الكتالوني.
في 3 يونيو 2018، وقع أومتيتي عقدا جديدا يبقيه مع النادي لمدة خمس سنوات. تم بعد ذلك تحديد مبلغ الشرط الجزائي بقيمة 500 مليون يورو. كان أومتيتي ضمن دكة البدلاء في كأس السوبر الإسباني 2018. وعلى الرغم من عدم مشاركته فاز برشلونة في المباراة 2–1 ضد إشبيلية، وكان هذا اللقب الخامس الذي يفوز به أومتيتي منذ انضمامه إلى النادي.

## مسيرته الدولية

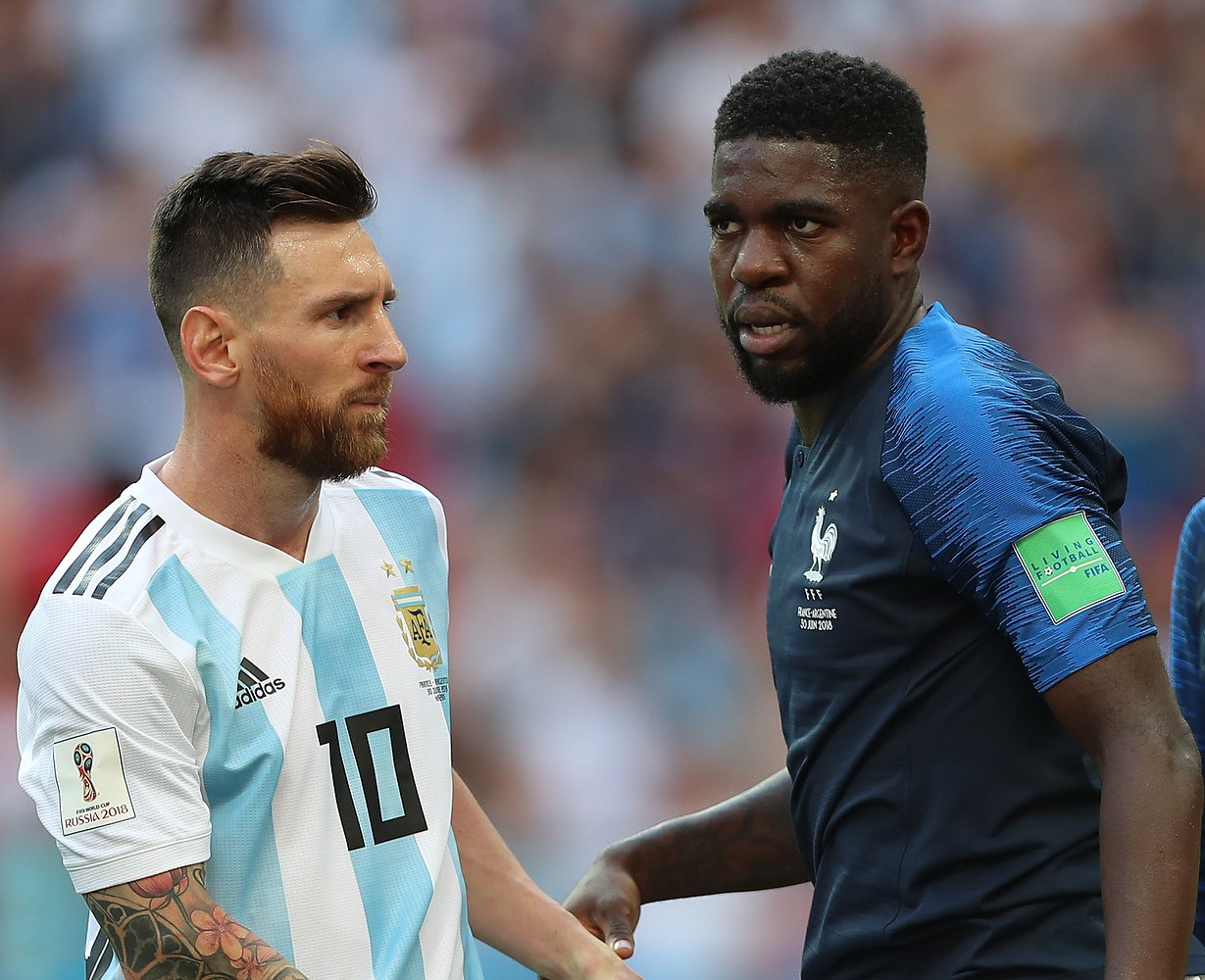
كأس العالم 2018، المباراة رقم 50، فرنسا ضد الأرجنتين

### الشباب
مثّل أومتيتي منتخب بلاده في الفئات السنية من تحت 17 سنة إلى 21 سنة. وكان لاعب أساسي مع منتخب فرنسا تحت 20 سنة الذي فاز بأول بطولة كأس العالم تحت 20 سنة في عام 2013. على الرغم من ذلك، اضطر لعدم المشاركة في النهائية ضد الأوروغواي بسبب تلقيه لبطاقة حمراء في دور نصف النهائي ضد غانا.

### المنتخب الأول
ولد أومتيتي وأمضى السنتين الأولى من حياته في الكاميرون. ولذلك، التقى الاتحاد الكاميروني لكرة القدم ورئيسهم السابق الدولي روجيه ميلا مستشاريه في محاولة فاشلة لإقناعة بتمثيل منتخبهم الوطني.
اختار المدير الفني للمنتخب الفرنسي ديدييه ديشان أومتيتي، والذي كان في ذلك الوقت لم يسبق له اللعب مع المنتخب الأول ليكون ضمن تشكيلة المنتخب الفرنسي في بطولة أمم أوروبا 2016، بعد إصابة مواطنه جيريمي ماثيو. شارك أومتيتي لأول مرة في 3 يوليو من دور ربع النهائي ضد آيسلندا على ملعب فرنسا. حصل في وقت لاحق على تقييمات إيجابية للغاية عن أدائه في الدور نصف النهائي ضد ألمانيا بطل العالم حينها. أدى هذا إلى الكثير من التكهنات حول مستقبل أومتيتي مع برشلونة الذي وقع لهم حديثا، ومستقبله كلاعب.
في 13 يونيو 2017، سجل أومتيتي هدفه الأول مع فرنسا ضد إنجلترا في المباراة التي انتهت بفوز فريقه 3–0 في مباراة ودية في باريس.
في 17 مايو 2018، تم استدعاؤه إلى تشكيلة المنتخب الفرنسي المكونة من 23 لاعب للمشاركة في كأس العالم 2018 في روسيا. في الدور نصف النهائي ضد بلجيكا في 10 يوليو، سجل هدف المباراة الوحيد، برأسية من ضربة زاوية. في 15 يوليو، كان أومتيتي ضمن التشكيلة الأساسية المشاركة في نهائي كأس العالم 2018، حيث فازت فرنسا على كرواتيا 4–2 وتوج مع منتخبه كبطل للعالم.

## الإحصائيات

### النادي
آخر تحديث 18 سبتمبر 2018.
| النادي   | الموسم   | الدوري          | الدوري |         | الكأس  | الكأس   | كأس السوبر | كأس السوبر | أوروبا | أوروبا  | أخرى   | أخرى    | المجموع | المجموع |
| النادي   | الموسم   | الدرجة          | الظهور | الأهداف | الظهور | الأهداف | الظهور     | الأهداف    | الظهور | الأهداف | الظهور | الأهداف | الظهور  | الأهداف |
| -------- | -------- | --------------- | ------ | ------- | ------ | ------- | ---------- | ---------- | ------ | ------- | ------ | ------- | ------- | ------- |
| ليون ب   | 2010–11  | كاف             | 13     | 0       | —      | —       | —          | —          | —      | —       | —      | —       | 13      | 0       |
| ليون ب   | 2011–12  | كاف             | 6      | 0       | —      | —       | —          | —          | —      | —       | —      | —       | 6       | 0       |
| ليون ب   | 2012–13  | كاف             | 2      | 0       | —      | —       | —          | —          | —      | —       | —      | —       | 2       | 0       |
| ليون ب   | المجموع  | المجموع         | 21     | 0       | —      | —       | —          | —          | —      | —       | —      | —       | 21      | 0       |
| ليون     | 2011–12  | الدوري الفرنسي  | 12     | 0       | 3      | 0       | 3          | 0          | 0      | 0       | —      | —       | 18      | 0       |
| ليون     | 2012–13  | الدوري الفرنسي  | 26     | 1       | 0      | 0       | 0          | 0          | 6      | 1       | 0      | 0       | 32      | 2       |
| ليون     | 2013–14  | الدوري الفرنسي  | 28     | 0       | 1      | 0       | 3          | 0          | 10     | 0       | —      | —       | 42      | 0       |
| ليون     | 2014–15  | الدوري الفرنسي  | 35     | 1       | 2      | 0       | 1          | 0          | 2      | 1       | —      | —       | 40      | 2       |
| ليون     | 2015–16  | الدوري الفرنسي  | 30     | 1       | 2      | 0       | 1          | 0          | 4      | 0       | 1      | 0       | 38      | 1       |
| ليون     | المجموع  | المجموع         | 131    | 3       | 8      | 0       | 8          | 0          | 22     | 2       | 1      | 0       | 170     | 5       |
| برشلونة  | 2016–17  | الدوري الإسباني | 25     | 1       | 9      | 0       | —          | —          | 8      | 0       | 1      | 0       | 43      | 1       |
| برشلونة  | 2017–18  | الدوري الإسباني | 25     | 1       | 4      | 0       | —          | —          | 9      | 0       | 2      | 0       | 40      | 1       |
| برشلونة  | 2018–19  | الدوري الإسباني | 4      | 0       | 0      | 0       | —          | —          | 1      | 0       | 0      | 0       | 5       | 0       |
| برشلونة  | المجموع  | المجموع         | 54     | 2       | 13     | 0       | —          | —          | 18     | 0       | 3      | 0       | 88      | 2       |
| الإجمالي | الإجمالي | الإجمالي        | 206    | 5       | 21     | 0       | 8          | 0          | 40     | 2       | 4      | 0       | 279     | 7       |

1. ↑  جميع المباريات في كأس فرنسا وكأس ملك إسبانيا
2. ↑  جميع المباريات في كأس الرابطة الفرنسية
3. 1 2  جميع المباريات في الدوري الأوروبي
4. ↑  ثلاث مباريات في دوري أبطال أوروبا، سبع مباريات في الدوري الأوروبي
5. 1 2 3 4  جميع المباريات في دوري أبطال أوروبا
6. ↑  جميع المباريات في كأس الأبطال الفرنسي
7. 1 2  جميع المباريات في كأس السوبر الإسباني

### المنتخب
آخر تحديث 6 سبتمبر 2018.
| المنتخب | العام   | الظهور | الأهداف |
| ------- | ------- | ------ | ------- |
| فرنسا   | 2016    | 4      | 0       |
| فرنسا   | 2017    | 10     | 1       |
| فرنسا   | 2018    | 13     | 2       |
| المجموع | المجموع | 27     | 3       |

### الأهداف الدولية
اعتبارًا من 6 سبتمبر 2018.
قائمة النتائج الأهداف الدولية مع منتخب فرنسا الأول.
| # | التاريخ       | المكان                               | المباراة | الخصم   | الهدف | النتيجة | المسابقة        |
| - | ------------- | ------------------------------------ | -------- | ------- | ----- | ------- | --------------- |
| 1 | 13 يونيو 2017 | ملعب فرنسا، سان دوني، فرنسا          | 8        | إنجلترا | 1–1   | 3–2     | ودية            |
| 2 | 1 يونيو 2018  | أليانز ريفييرا، نيس، فرنسا           | 18       | إيطاليا | 1–0   | 3–1     | ودية            |
| 3 | 10 يوليو 2018 | ملعب كريستوفسكي، سانت بطرسبرغ، روسيا | 24       | بلجيكا  | 1–0   | 1–0     | كأس العالم 2018 |

## الإنجازات

### النادي
ليون
- كأس فرنسا (2): 2011–12
- كأس الأبطال الفرنسي (1): 2012

 برشلونة
- الدوري الإسباني (2): 2017–18، 2018–19
- كأس السوبر الإسباني (2): 2016، 2018
- كأس ملك إسبانيا (3): 2016–17، 2017–18، 2020–21

### المنتخب
فرنسا تحت 20
- كأس العالم تحت 20 سنة (1): 2013

 فرنسا
- كأس العالم (1): 2018[25]

### الفردية
- بطولة أوروبا تحت 19 سنة فريق البطولة (1): 2012[32]
- تشكيلة أفضل المواهب الصاعدة في دوري أبطال أوروبا (1): 2016.[33]
- فيفبرو التشكيلة الخامسة (1): 2017[34]

## وصلات خارجية
- صامويل أومتيتي على موقع الاتحاد الدولي (مؤرشف)  (الإنجليزية)
- صامويل أومتيتي على موقع الاتحاد الأوربي (الإنجليزية)
- صامويل أومتيتي على موقع رابطة كرة القدم الفرنسية للمحترفين (الإنجليزية)
- صامويل أومتيتي على موقع إي إس بي إن إف سي (الإنجليزية)
- صامويل أومتيتي على موقع قاعدة بيانات كرة القدم.إي يو (الإنجليزية)
- صامويل أومتيتي على موقع بيانات كرة القدم. دي إي (الألمانية)
- صامويل أومتيتي على موقع ليكيب (الفرنسية)
- صامويل أومتيتي على موقع ناشيونال فوتبول تيمز (الإنجليزية)
- صامويل أومتيتي على موقع Soccerbase.com (لاعب) (الإنجليزية)
- صامويل أومتيتي على موقع Soccerway.com (الإنجليزية)